# Zuhres
Zuhres (ukrajinsky Зугрес, rusky Зугрэс) je město na jižní Ukrajině. Leží ve východní části Doněcké oblasti, 35 km východně od Doněcka. Protéká jím řeka Krynka.
V Zuhresu žije 18 553 obyvatel. Počet obyvatel v městě dosáhl vrcholu v roce 1989, kdy zde žilo 23 339 obyvatel. Od této doby počet obyvatel pozvolna klesá.
Z Doněcka se sem dá dojet buď po silnici (39 km) a nebo vlakem (72 km).

## Historie
Město bylo založeno v roce 1929 v rámci výstavby elektrárny ZuHRES-1, (rusky: ЗуГРЭС-1). Ta byla v provozu do roku 1990. V roce 1970 byla severně od města postavena nová tepelná elektrárna. Od roku 1938 má Zuhres status města.